# Tir parthe
Pour les articles homonymes, voir Tir (homonymie).

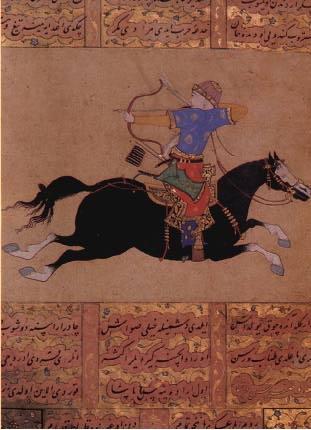

Le tir parthe est une technique de tir à l'arc à cheval utilisée autrefois par les Parthes, peuple indo-européen iranien.
L'archer fuit au galop, se retourne, pivotant ainsi de 180°, et décoche sa flèche sur l'ennemi situé derrière lui.
Cette tactique avait entre autres l'avantage de prendre l'adversaire par surprise, celui-ci croyant avoir affaire à une retraite conventionnelle et pouvant s'être mis en position désavantageuse en tentant la poursuite.
De plus, la grande mobilité des archers montés leur permettait de répéter cette opération à plusieurs reprises, la cavalerie adverse étant souvent trop lente pour rattraper les tireurs avant qu'ils ne repartent au galop.

## Dans la fiction
- Dans le manga The Elusive Samurai, cette technique est expliquée, avec une précision discutable.